# Глорйоз
Острови Глорйо́з (фр. Îles Glorieuses також фр. Archipel des Glorieuses) — група маленьких островів Франції із загальною площею 5 км². Економічно не активні.

## Географія
Острови знаходяться в Індійському океані на північному заході від Мадагаскару.
Архіпелаг включає два острови: Гран-Глорйоз (фр. Grande Glorieuse) і Іль-дю-Ліс (фр. Île du Lys).

### Клімат
Острови знаходяться у зоні, котра характеризується кліматом тропічних саван. Найтепліший місяць — січень із середньою температурою 28.3 °C (83 °F). Найхолодніший місяць — липень, із середньою температурою 25 °С (77 °F).
| Клімат Островів Глорйоз | Клімат Островів Глорйоз | Клімат Островів Глорйоз | Клімат Островів Глорйоз | Клімат Островів Глорйоз | Клімат Островів Глорйоз | Клімат Островів Глорйоз | Клімат Островів Глорйоз | Клімат Островів Глорйоз | Клімат Островів Глорйоз | Клімат Островів Глорйоз | Клімат Островів Глорйоз | Клімат Островів Глорйоз | Клімат Островів Глорйоз |
| Показник                | Січ.                    | Лют.                    | Бер.                    | Квіт.                   | Трав.                   | Черв.                   | Лип.                    | Серп.                   | Вер.                    | Жовт.                   | Лист.                   | Груд.                   | Рік                     |
| Абсолютний максимум, °C | 37                      | 37                      | 37                      | 37                      | 32                      | 32                      | 32                      | 32                      | 32                      | 31                      | 37                      | 37                      | 37                      |
| Середній максимум, °C   | 30                      | 30                      | 30                      | 30                      | 29                      | 28                      | 27                      | 27                      | 28                      | 29                      | 30                      | 30                      | 29                      |
| Середня температура, °C | 28                      | 28                      | 28                      | 28                      | 27                      | 26                      | 25                      | 25                      | 26                      | 27                      | 27                      | 28                      | 27                      |
| Середній мінімум, °C    | 25                      | 25                      | 26                      | 26                      | 25                      | 23                      | 22                      | 22                      | 23                      | 24                      | 25                      | 25                      | 24                      |
| Абсолютний мінімум, °C  | 17                      | 22                      | 21                      | 16                      | 18                      | 15                      | 16                      | 15                      | 17                      | 18                      | 20                      | 21                      | 15                      |
| Днів з опадами          | 12                      | 11                      | 11                      | 7                       | 8                       | 6                       | 6                       | 6                       | 4                       | 4                       | 3                       | 7                       | 85                      |
| Днів з дощем            | 12                      | 11                      | 10                      | 7                       | 8                       | 6                       | 6                       | 6                       | 4                       | 4                       | 2                       | 7                       | 83                      |
| ----------------------- | ----------------------- | ----------------------- | ----------------------- | ----------------------- | ----------------------- | ----------------------- | ----------------------- | ----------------------- | ----------------------- | ----------------------- | ----------------------- | ----------------------- | ----------------------- |
| Джерело: Weatherbase    |                         |                         |                         |                         |                         |                         |                         |                         |                         |                         |                         |                         |                         |

## Історія
Відкриття острова належить французькому мореплавцю Іпполіту Калтаусу, який створив кокосові плантації на Гран-Глорйозі у 1880 році. У 1892 році архіпелаг став французьким володінням. До 1895 року острів Глорйоз входив до складу колонії Майотта і залежних островів.
З 1914 по 1958 роки островами керували британські компанії з Сейшельських островів. В 1972 році уряд Сейшельських островів висував претензії Франції на право власності. Хоча архіпелаг не був у складі Мадагаскару, оскільки Коморські острови знаходилися під управлінням адміністрації Мадагаскару — країна висуває претензії на острови. Із 3 січня 2005 року острови керуються головним адміністратором Французьких Південних і Антарктичних Територій зі штаб-квартирою на Реюньйоні. Раніше (після проголошення незалежності Мадагаскару в 1960 році) вони належали до відповідальності префекта Реюньйону, а ще раніше керувалися разом з французькою колонією Мадагаскар.

## Природний заповідник
Острови є природним заповідником, на яких працює метеорологічна станція, а також знаходяться невелика кількість військових французького заморського легіону. У 2012 році Франція оголосила острови морською заповідною територією, для посилення контролю за збереженням зникаючих видів рослин та тварин.